# ジョン・デュラン
ジョン・ハデル・デュラン・パラシオ（Jhon Jader Durán Palacio , 2003年12月13日 - ）は、コロンビア・アンティオキア県メデジン出身のプロサッカー選手。スュペル・リグ・フェネルバフチェ所属。コロンビア代表。ポジションはFW。

## クラブ経歴

### エンビガド
11歳でエンビガドFCの下部組織に入団。もともとサイドハーフであったが、このクラブで「ストライカーのほうが向いている」と勧められてセンターフォワードに転向。2019年にエンビガドFCのトップチームに昇格。2月10日のアリアンサ・ペトロレラ戦でプロデビューし、9月1日のリオネグロ・アギラス戦でプロ初ゴールを記録。15歳8か月でのゴールはカテゴリア・プリメーラAで2番目に若い得点記録となった。2020年10月には、イギリスの有力紙ガーディアンが選ぶ｢将来有望な若手選手60人｣の1人に選出され、注目を集める。

### シカゴ・ファイヤー
2021年1月12日、シカゴ・ファイアーFCと2025年までの契約を締結し、2022年1月より加入することが発表。17歳というアメリカ・メジャーリーグサッカー史上最年少の外国人選手になった。更に2021年シーズンはエンビガドFCで7ゴールを記録。2022年1月より正式に加入。5月14日のFCシンシナティ戦で移籍後初ゴールを決めた。

### アストン・ヴィラ
2023年1月16日、イングランドプレミアリーグ、アストン・ヴィラFCへの完全移籍が発表され、労働ビザが取得され次第トップチームに登録される。2月4日、プレミアリーグ第22節レスター・シティ戦、82分、レオン・ベイリーと交代出場しプレミアリーグデビュー。続く、マンチェスター・シティ戦でも途中出場し、ゴールポストを叩くハーフボレーを放つなど才能の片鱗を見せつけた。
2023年8月20日、4-0で勝利したエヴァートン戦では交代出場してアストン・ヴィラでの初ゴールを決めた。
8月31日にはUEFAヨーロッパカンファレンスリーグ、ハイバーニアン戦でヨーロッパの大会で初ゴールを決めた。
2023年9月、プレミアリーグのクリスタル・パレス戦で胸トラップから豪快なハーフボレーを決め、クラブのシーズン最優秀ゴールに選ばれた。 2024年5月13日、UEFAチャンピオンズリーグ出場が掛かった大一番のリヴァプール戦で2点ビハインドを状況で79分から途中出場し85分、88分と立て続けにゴールを決めて3－3のドローに導く移籍後の初ドッペルパックを達成。勝ち点1を加算したヴィラのプレミアリーグ4位以内を確定させチャンピオンズリーグ出場権を確保した。

### アル・ナスル
2025年1月31日、2030年までの契約でサウジアラビアのアル・ナスルFCへの移籍加入が発表された。移籍金の額については非公開とされており、Sky SportsやTransfermarktは7700万ユーロ（6400万ポンド）+出来高と推定している。

#### フェネルバフチェ (ローン)
2025年7月6日、フェネルバフチェSKへのローン移籍が発表された。

## 代表歴
2019年にペルーで開催された南米U-17選手権に、U-17のコロンビア代表として出場。
2022年9月にフル代表初招集。25日のグアテマラ戦で、後半開始からラダメル・ファルカオとの交代で起用され、代表デビュー。試合も4-1で勝利した。
2023年3月28日、日本代表戦にスタメン出場し、前半33分に世代別代表含め、コロンビア代表として初ゴールを記録し勝利に貢献。

## エピソード
幼少期にはフアン・パブロ・アンヘルやロメル・ルカク、ラダメル・ファルカオのビデオをお手本にしていた。
エンヒガドで彼を教えていたウィルベルス・ペレアはメジャーリーグサッカーを移籍先に選んだのは「彼の特徴を考えればアメリカが最適」だと分析されたから。そして、その中でシカゴ・ファイアーのテクニカルディレクターであるセバスティアン・ベルツァーがカルロス・テランという選手を見に来たところ、たまたまデュランのプレーを目にし「テランを探しに来たら、たまたま後半にある少年が入ってきた。彼の身体能力はすごかった。ウイングで2回か3回の1対1を行い、何ができるかをすぐ証明したよ。あのジャンプと、あの加速。数週間観察すればするほど、彼の未来が見えてきた」と契約に至った。
アストン・ヴィラに移籍した際に初めてヴィラ・パークを訪れたデュランにクラブのレジェンドでもある元コロンビア代表FWフアン・パブロ・アンヘルから「ジョン、兄弟よ。新しい君の家に迎えることができて嬉しいよ。君がやってきたこのホルト・エンド（ヴィラ・パークの愛称）には、私のキャリアの中で最も素晴らしい思い出が残っているんだ。君はサッカー選手としての技術的な資質をすべて備えている。素晴らしい遺産を作れるだけの力がある。このクラブだけでなく、このリーグ全体でもだ。このアストン・ヴィラで最高の幸運が訪れることを、最大限の成功が得られること、そしてみんなが喜びで満ち溢れることを願っているよ」とビデオメッセージが送られ「アンヘルがメッセージを送ってくれたこと、クラブがそれを手配してくれたことは、僕にとって信じられないほど感動的な瞬間だったよ。僕も彼のように、そして彼以上のことを成し遂げたい」と話した。